# Themisto (satelit)
Themisto /te'mis.to/,cunoscut și sub numele de Jupiter XVIII, este un mic satelit neregulat prograd al lui Jupiter. A fost descoperit în 1975, ulterior pierdut și redescoperit în 2000.

## Descoperire și numire

Themisto observat de Telescopul Canada-Franța-Hawaii la 6 august 2000, cu câteva luni înainte de redescoperirea sa în noiembrie 2000

Themisto a fost descoperit pentru prima dată de Charles T. Kowal și Elizabeth Roemer la 30 septembrie 1975, raportat la 3 octombrie 1975, și desemnat S/1975 J 1. Cu toate acestea, nu au fost făcute suficiente observații pentru a stabili o orbită și a fost ulterior pierdut. 
Themisto a apărut ca o notă de subsol în manualele de astronomie în anii 1980 Apoi, în 2000, un satelit aparent nou a fost descoperit de Scott S. Sheppard, David C. Jewitt, Yanga R. Fernández și Eugene A. Magnier și a fost desemnat S/2000 J 1. Curând s-a confirmat că acesta era același satelit observat în 1975. Această observație a fost imediat corelată cu o observație din 6 august 2000, de către echipa formată din Brett J. Gladman, John J. Kavelaars, Jean-Marc Petit, Hans Scholl, Matthew J. Holman, Brian G. Marsden, Philip D. Nicholson și Joseph A. Burns, care a fost raportat la Minor Planet Center, dar nu a fost publicat ca un Circular IAU (IAUC).
În octombrie 2002 a fost numit oficial după Themisto, fiica zeului râuilor Inachus și iubitoare a lui Zeus (Jupiter) în mitologia greacă.

## Caracteristici

Diagrama care ilustrează orbita lui Themisto (stânga sus) printre cele ale celorlalți sateliți neregulați ai lui Jupiter. Sateliții de deasupra axei orizontale sunt prograzi, sateliții de sub ea sunt retrograzi. Segmentele galbene se extind de la pericentru la apocentru, arătând excentricitatea orbitală.

Orbita lui Themisto este neobișnuită: spre deosebire de majoritatea satelițlor lui Jupiter, care orbitează în grupuri distincte, Themisto orbitează singur. Satelitul este situat la jumătatea distanței dintre sateliții galileeni și primul grup de sateliți neregulați prograzi, numit grupul Himalia.
Themisto are un diametru de aproximativ 8 kilometri (presupunând un albedo de 0,04). În timp ce albedo-ul său adevărat nu a putut fi măsurat de NEOWISE din cauza sincronizării slabe a observațiilor, se știe că are indicele de culoare B−V=0,83, V−R=0,46 și V−I=0,94.